# Linda Musin
Linda Musin (Luik, 15 november 1956 - 14 augustus 2017) was een Belgisch politica van de PS.

## Levensloop
Musin werd in 1979 licentiate in de hedendaagse geschiedenis van de Universiteit van Luik. Ze werd daarna bediende aan het Instituut Emile Vandervelde en directrice van het Institut liégeois d'histoire sociale.
Voor de PS werd Musin van 1992 tot 1995 OCMW-raadslid van Fléron, waar ze van 1995 tot aan haar dood gemeenteraadslid was. Van 2007 tot 2010 was ze burgemeester van de gemeente, waarna haar partij in de oppositie belandde. Ze voerde opnieuw de PS-lijst aan bij de verkiezingen van 2012, maar een nieuwe meerderheid, bestaande uit de lijsten Intérêts Communaux en Ecolo, vormde het schepencollege en de PS bleef deel uitmaken van de oppositie.
Van 2007 tot 2014 zetelde zij eveneens voor de provincie Luik in de Kamer van volksvertegenwoordigers. In 2014 stond ze als eerste opvolger op de Kamerlijst. In september 2017 zou ze opnieuw lid van de Kamer geworden zijn in opvolging van de ontslagnemende Willy Demeyer, maar door haar overlijden kort voordien ging dat niet door.
In augustus 2017 stierf Musin op 60-jarige leeftijd.

## Publicaties
- (samen met Robert Flagothier,) 75 ans de luttes sociales à travers l’affiche, Institut Emile Vandervelde, catalogue de l’exposition tenue au Centre culturel d’Outremeuse (Liège), 1981.
- Histoire de la Fédération liégeoise du Parti socialiste des origines à 1985, in: Histoire des Fédérations, Brussel, Présence et Action Culturelles, Mémoire Ouvrière, 1985.
- Le Parti Ouvrier Belge liégeois et la guerre d’Espagne (1936-1939), actes du colloque La Belgique et la guerre civile espagnole, U.L.B-V.U.B., in: Belgisch Tijdschrift voor hedendaagse geschiedenis, 1987.
- (samen met Robert Flagothier,) Naissance et développement des mutualités socialistes en Belgique des origines à 1914, in: Prévenir, cahier XVIII, 1989.
- Cent ans de Premier Mai, Institut liégeois d’Histoire sociale, catalogue de l’exposition tenue au Musée de la Vie wallonne, Luik, 1990.
- (samen met Robert Flagothier,) De la coopérative locale à la société multirégionale : l’Union Coopérative de Liège (1914-1940), in: Belgisch tijdschrift voor nieuwste  geschiedenis, 1991.
- La grève de 1960, Verviers et le Congrès des Socialistes wallons en 1967 en Les années ’70 ou le temps des changements, inFédération verviétoise du Parti socialiste (1898-1998) – Les belles heures d’une jeune centenaire, Verviers, 1998.
- Les élections communales à Fléron, Magnée, Retinne, Romsée de 1921 à 1976, Institut liégeois d’Histoire sociale, Luik, 1999.